# Trung Bộ (tỉnh Sri Lanka)
Tỉnh Trung tâm (Sinhala: මධ්යම පළාත Madhyama Palata, Tamil: மத்திய மாகாணம் Malaiyakam Maakaanam) bao gồm chủ yếu là địa hình đồi núi ở trung tâm của Sri Lanka. Nó có diện tích lớn nhất 6 trong các tỉnh của Sri Lanka, có 2,5 triệu người. Tỉnh giáp với tỉnh Trung Bắc về phia Bắc, tỉnh Uva về phía Đông, tỉnh Tây Bắc ở phương Tây và tỉnh Sabaragamuwa ở phía Nam và Tây. Thủ phủ của tỉnh là thành phố Kandy.
Các thành phố Matale và Nuwara Eliya cũng nằm trong tỉnh Trung tâm. Tỉnh nổi tiếng với ngành công nghiệp sản xuất trà Ceylon, được trồng bởi người Anh trong những năm 1860 sau khi một căn bệnh tàn phá, giết chết tất cả các đồn điền cà phê trên địa bàn tỉnh. Tỉnh Trung tâm thu hút nhiều khách du lịch, với các thị trấn an dưỡng như Gampola, Hatton và Nuwara Eliya.

## Lịch sử
Mặc dù ba cường quốc châu Âu liên tiếp xâm chiếm Sri Lanka trong thời gian từ thế kỷ 16 đến thế kỷ 19, nhưng tỉnh Trung tâm vẫn duy trì sự độc lập của nó cho đến đầu thế kỷ 19 khi người Anh cuối cùng cũng chinh phục được Kandy.
Thị trấn lịch sử Matale, Chùa răng, Đền thờ động Dambulla, Chùa Aluwihare và tảng đá Sigiriya đều thuộc địa phương này.

## Địa lý
Tỉnh Trung tâm có diện tích 5.674 km ² và dân số 2.421.148 người. Một số thành phố lớn bao gồm Kandy (119 186), Matale (39 869), Dambulla (75 290), Gampola (26 481), Nuwara Eliya (27 449) và Hatton (16 790).

## Nhân khẩu học
Dân số là một sự hỗn hợp giữa người Sinhala, người Tamil và người Moor. Nhiều công nhân đồn điền trà Tamil Ấn Độ, được người Anh mang đến Sri Lanka thế kỷ 19.

## Dân tộc
| Nhóm người            | Người     | %       |
| --------------------- | --------- | ------- |
| Sinhala               | 1,584,100 | 65.35%  |
| Tamil Ấn              | 122,438   | 5.05%   |
| Người Moor Sri Lanka  | 482,945   | 19.92%  |
| Người Tamil Sri Lanka | 223,076   | 9.2%    |
| Burger                | 3,589     | 0.15%   |
| Khác                  | 7,818     | 0.32%   |
| Tổng                  | 2,423,966 | 100.00% |

## Hành chính
Tỉnh Trung tâm được chia thành 3 huyện và 36 secretariats riêng rẻ khác.

### Huyện
| huyện              | Thủ phủ      | Diện tích (km²) | Dân số    |
| ------------------ | ------------ | --------------- | --------- |
| Huyện Kandy        | Kandy        | 1,940           | 1,279,028 |
| Huyện Matale       | Matale       | 1,993           | 441,328   |
| Huyện Nuwara Eliya | Nuwara Eliya | 1,741           | 703,610   |

## Các thành phố lớn
- Kandy (Hội đồng thành phố)

## Vùng ngoại ô của Kandy
- Peradeniya
- Katugastota
- Pallekele

## Các thị xã lớn
- Nuwara Eliya (Hội đồng Thành phố)
- Matale (Hội đồng Thành phố)
- Gampola (Hội đồng Đô thị)
- Dambulla (Hội đồng Đô thị)

## Các thị xã khác

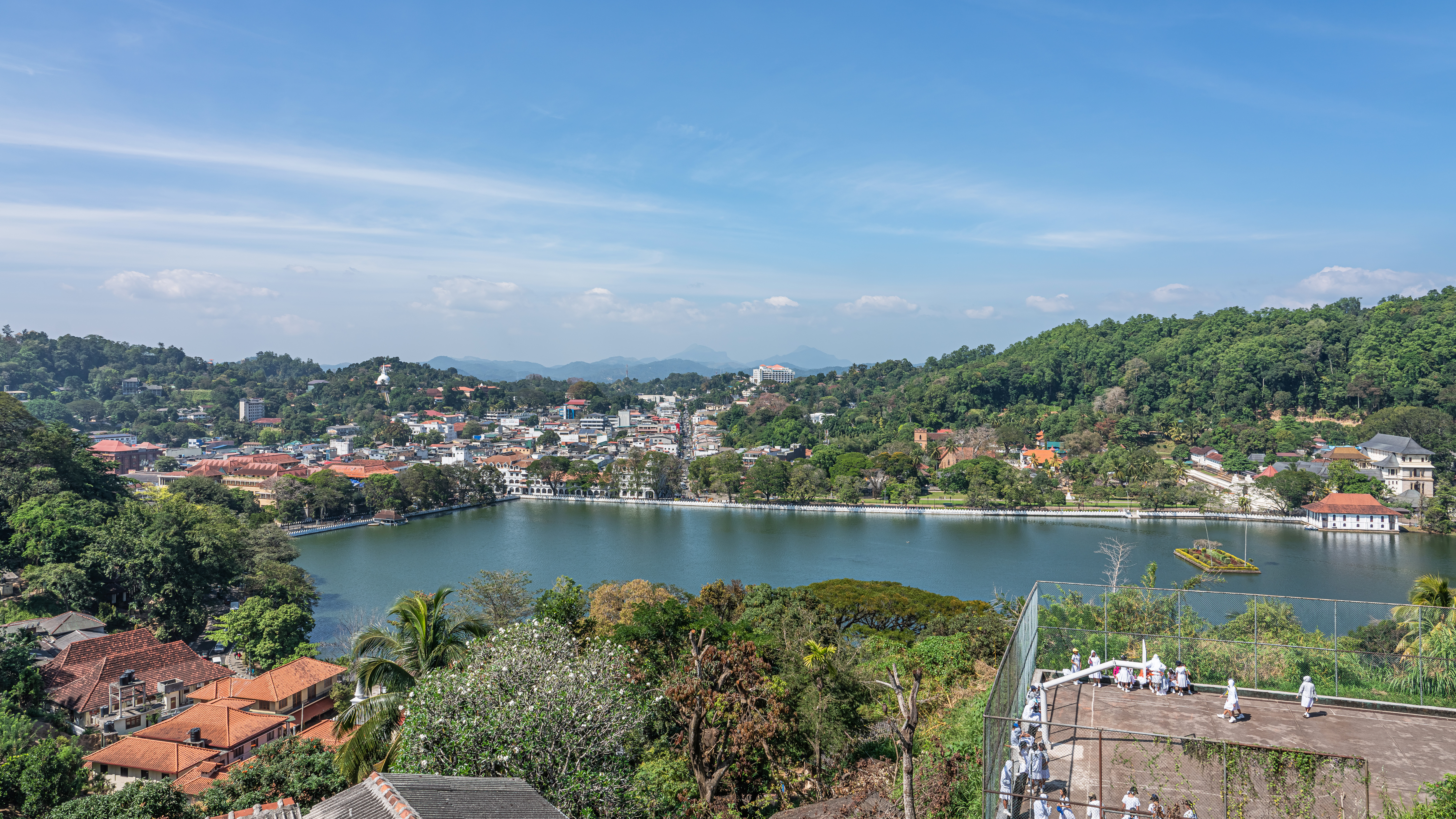
Kandy

- Walapane
- Madawala Bazaar
- Nawalapitiya UC
- Hatton-Dikoya UC
- Wattegama UC
- Ginigathena
- Galewela
- Akurana
- Hanguranketa
- Ukuwela
- Kadugannawa UC
- Kundasale
- Naula
- Laggala
- Udupussellawa
- Rattota
- Abewela
- Alawatugoda
- Lindula-Talawakele UC
- Pilimatalawa
- Teldeniya
- Kotmale
- Maskeliya
- Talatuoya
- Walapane
- Padiyapalella
- Sigiriya
- Watawala

| STT           | Thành phố    | Đơn vị hành chính Huyện | Pop.    | STT | Thành phố    | Đơn vị hành chính Huyện | Pop.   |
| ------------- | ------------ | ----------------------- | ------- | --- | ------------ | ----------------------- | ------ |
| 1             | Kandy        | Kandy                   | 119,186 | 7   | Nawalapitiya | Kandy                   | 14,685 |
| 2             | Dambulla     | Matale                  | 75,290  | 8   | Talawakele   | Nuwara Eliya            | 3,458  |
| 3             | Matale       | Matale                  | 39,869  | 9   | Harispattuwa | Matale                  | 1,690  |
| 4             | Nuwara Eliya | Nuwara Eliya            | 27,449  | 10  | Kadugannawa  | Nuwara Eliya            | 1,323  |
| 5             | Gampola      | Matale                  | 26,481  | 11  | Sigiriya     | Matale                  | 1,068  |
| 6             | Hatton       | Kandy                   | 16,790  |     |              |                         |        |
| 2009 estimate |              |                         |         |     |              |                         |        |

## Bản đồ
- Searchable Map of Sri Lanka

## Liên kết
- Central Provincial Council Sri Lanka  Lưu trữ ngày 31 tháng 12 năm 2013 tại Wayback Machine
- Central Provincial Postal Codes Sri Lanka [liên kết hỏng]
- Cities in Central province  Lưu trữ ngày 10 tháng 3 năm 2007 tại Wayback Machine